# Szabla pieczyńska
Szabla pieczyngska – broń Pieczyngów. 
Charakteryzowała się masywną, szeroką i lekko zakrzywioną głownią, oraz drewnianą rękojeścią i również drewnianym lub żelaznym jelcem w kształcie elipsy. Długość całkowita ok. 1 m. 
Prawie identyczna była szabla węgierska z w. IX-X, np. tzw. Szabla Karola Wielkiego. 